# Will Kemp
William "Will" Kemp (Hertfordshire, Inglaterra, 29 de junio de 1977) es un actor y bailarín británico.

## Biografía
Nació el 29 de junio de 1977 en Hertfordshire, Inglaterra. Comenzó a asistir a clases de baile a los nueve años y con diecisiete ingresó en la compañía de danza de Matthew Bourne, donde ejerció de bailarín principal.
En 2004 debutó en el cine con Mindhunters. Después coincidió con la actriz española Elena Anaya en las películas Van Helsing (2004) y Miguel y William (2007).

## Filmografía

### Cine
| Año  | Título                               | Rol                 | Notas                    |
| ---- | ------------------------------------ | ------------------- | ------------------------ |
| 2001 | The Car Man                          | Angelo              | Película para televisión |
| 2004 | Mindhunters                          | Rafe Perry          |                          |
| 2004 | Van Helsing                          | Velkan Valerious    |                          |
| 2005 | Brothers of the Head                 | Celebrity           |                          |
| 2006 | Pinocchio                            | Stromboli           | Película para televisión |
| 2007 | Miguel y William                     | William Shakespeare |                          |
| 2008 | Step Up 2: The Streets               | Blake Collins       |                          |
| 2010 | The Soldier's Tale                   | Narrator/The King   | Película para televisión |
| 2011 | Christopher and His Kind             | Bobby Gilbert       | Película para televisión |
| 2011 | Peter and the Wolf                   | Grandfather         | Película para televisión |
| 2011 | Grace                                | Nicky               | Película para televisión |
| 2013 | The Coin                             | Ben                 | Cortometraje             |
| 2013 | Kristin's Christmas Past             | Jamie               | Película para televisión |
| 2013 | Non-Stop                             | Mark                | Película para televisión |
| 2014 | Petals on the Wind                   | Julian Marquet      | Película para televisión |
| 2015 | The Scorpion King 4: Quest for Power | Drazen              | Lanzada directo a video  |
| 2015 | The Midnight Man                     | Grady               | Posproducción            |

### Televisión
| Año  | Título                            | Rol                        | Notas                      |
| ---- | --------------------------------- | -------------------------- | -------------------------- |
| 1998 | Great Performances                | Swan                       | Episodio: "Swan Lake"      |
| 2008 | New Tricks                        | James Strickland           | Episodio: "Final Curtain"  |
| 2009 | The Prisoner                      | 23–30 – Wonkers            | Miniserie; 2 episodios     |
| 2011 | Nikita                            | Nigel                      | Episodio: "London Calling" |
| 2012 | 90210                             | Mitchell Nash              | 2 episodios                |
| 2017 | Reign                             | Lord Darnley, Henry Stuart | 16 episodios               |
| 2019 | Doom Patrol (serie de televisión) | Steve Dayton / Mento       | 1 episodio                 |
| 2020 | Spinning Out                      | Mitch Saunders             | 10 episodios               |